# Karl Sudhoff
Karl Sudhoff (Francoforte sul Meno, 26 novembre 1853 – Salzwedel, 8 ottobre 1938) è stato uno storico tedesco tra i fondatori della storia della medicina come disciplina autonoma nell'ambito dell'insegnamento universitario.

## Biografia
Sudhoff insegnò per anni presso l'Università di Lipsia, dove fondò anche l'Istituto di storia della medicina (Institut für Geschichte der Medizin) ed esercitò un forte controllo sulla direzione della storia medica tedesca. Inoltre fondò la rivista Archiv für Geschichte der Medizin, successivamente denominata Sudhoffs Archiv e la serie monografica Studien zur Geschichte der Medizin. Inoltre, diffuse l'interesse per Paracelso e Costantino l'Africano.
Nel 1933 Sudhoff si unì al Partito Nazista (NSDAP), causando ai suoi colleghi un grande dispiacere, ma nessuno gli fece cambiare idea. Dopo la partenza del 1932 per l'Università Johns Hopkins, Sudhoff ha nuovamente diretto l'Istituto a Lipsia prima di rivolgersi a Walter von Brunn nel novembre del 1934. Morì a Salzwedel l'8 ottobre 1938.